# Podgore
Podgore (bulgariska: Подгоре) är ett distrikt i Bulgarien.   Det ligger i kommunen Obsjtina Makresj och regionen Vidin, i den nordvästra delen av landet, 130 km nordväst om huvudstaden Sofia.
Omgivningarna runt Podgore är en mosaik av jordbruksmark och naturlig växtlighet. Runt Podgore är det glesbefolkat, med 16 invånare per kvadratkilometer.